# Bytów (hrad)
Hrad v Bytowě je gotický hrad v polském Bytówě v Pomořském vojvodství. Patřil řádu německých rytířů, pak pomořanským knížatům v 14.–15. století. Je zapsán v seznamu památek pod číslem A-4 z 31. března 1953.

## Historie

### Křižácký hrad
V roce 1390 začali němečtí rytíři v Bytowě stavět kamenný hrad na kopci v jihovýchodní části města. Příslušné stavební práce byly provedeny, v letech 1398–1406 pod vedením Mikuláše Fellensteina. Hrad byl postaven na půdorysu obdélníku s rozměry 49 × 70 metrů z eratických kamenů a cihel. V rozích byly postaveny 3 kulaté a jedna hranolová věž. V severozápadním křídle byl postaven třípatrový podsklepený obytný dům. V této budově se nacházely hlavní místnosti, jako jídelna, kaple a byt prokurátora. V horním patře byly umístěny sklady.

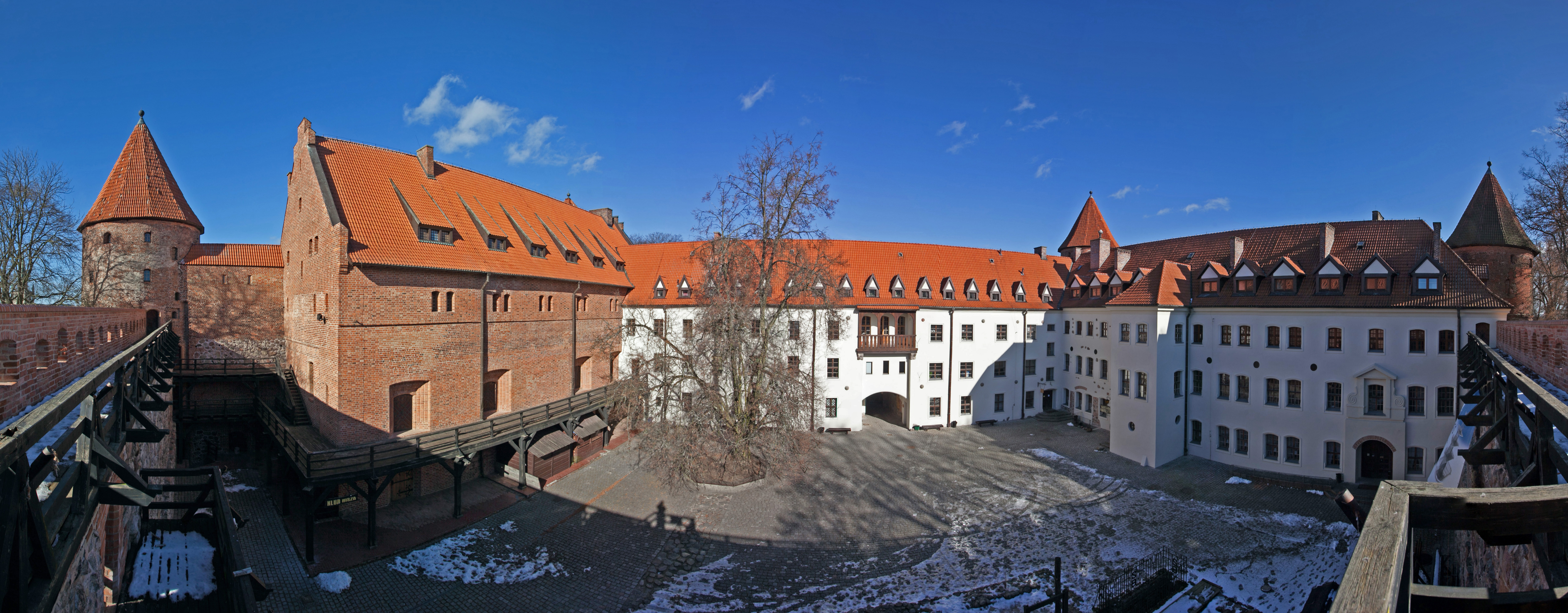
Nádvoří hradu

V jihozápadním křídle postavili patrovou kuchyň se skladem potravin. V její blízkosti se nacházela studna. Vjezdová brána byla postavena na severovýchodní straně. Před branou vykopali příkop, nad kterým byl padací most. V rozích křídel byly umístěny čtyři věže. Pevnost umožňovala použít k sebeobraně střelné zbraně.

### Hrad pomořanských knížat
Během třináctileté války hrad obsadili polští vojáci, který pak král Каzimir IV. Jagellonský dal v roce 1466 v léno pomořanskému knížeti Erykowi II. V roce 1500 byl hrad obklopen zemním opevněním a bastiony, které mohly vést dělostřeleckou obranu. V druhé polovině 16. století byl hrad v rukou Grifitů, kteří v letech 1560–1570 postavili při jihovýchodním křídle Knížecí dům. V 17. století ve středověkém domě byl postavena pekárna a pivovar. Při severovýchodní kurtině byla v roce 1623 postavena nová budova s názvem Dům vdov. V době třicetileté války byl hrad málo poškozen. Současně se smrtí posledního potomka z rodu Grifitů v roce 1638 a na základě smlouvy o hrad, přechází do rukou Polska a plní funkci rezidence starosty.
V období průběhu polsko-švédské války hrad vyhořel. Částečně byl obnoven po obsazení města  braniborským kurfiřtem Friedrichem Vilémem. V 19. století, se v zámku nacházel soud a vězení. První restaurátorské práce byly provedeny v letech 1930–1939. V roce 1945 bylo zde vězení (dočasný tábor) NKVD, ve kterém byli věznění místní obyvatelé. Nakonec byl hrad přestavěn s přestávkami v letech 1957–1962 a 1969–1990 a umístěno v něm Západo-kašubské muzeum a hotel s restaurací a knihovnou.